# Marisa López-Teijón
Marisa López-Teijón (Villafranca del Bierzo, 1960) es doctora en medicina, ginecóloga, investigadora y divulgadora española. Es conocida por su trayectoria en el ámbito de la reproducción asistida y por su participación en proyectos relacionados con innovación y vivienda colaborativa.

## Trayectoria profesional
Durante años, López-Teijón fue directora del Instituto Marquès, un centro especializado en tratamientos de fertilidad. Participó en estudios sobre la aplicación de vibraciones musicales en embriones y la audición fetal, por los que recibió el Premio Ig Nobel de Obstetricia en 2017.
En 2023 anunció que dejaba de ejercer la medicina asistencial, centrando su actividad profesional en el desarrollo de espacios de vivienda compartida a través de una iniciativa empresarial vinculada a la arquitectura social.

## Divulgación y proyectos
López-Teijón ha desarrollado y divulgado investigaciones sobre la estimulación sensorial temprana del embrión y del feto mediante vibraciones musicales. En estudios realizados en el Institut Marquès, lideró un equipo que demostró la percepción de sonido por parte del feto a partir de la semana 16 de gestación, cuando aún no se ha completado la formación del sistema auditivo externo.
Los resultados de esta investigación fueron presentados en el Instituto Tecnológico de Massachusetts (MIT) y obtuvieron el Premio Ig Nobel de Medicina en 2017. La autora ha explicado estas líneas de trabajo en conferencias científicas y medios de comunicación nacionales e internacionales.
Además, en 2011 creó El Blog de la Fertilidad, centrado en la divulgación de contenidos sobre salud reproductiva.
Es autora del libro «¡Quiero quedarme embarazada ya! – Guía imprescindible de fertilidad» (Amat Editorial, 2016), donde aborda conceptos médicos y emocionales relacionados con la fertilidad.

## Reconocimientos
- Seleccionada por Forbes Women como una de las 100 mujeres más influyentes de Cataluña (2025).[6]
- Premio Nacional de Medicina Siglo XXI en la categoría Reproducción Asistida (2021).[7]
- Premio Dr. Gómez Ulla a la Excelencia Sanitaria (2019).[8]
- Premio Ig Nobel de Obstetricia (2017) Sobre la Estimulación Fetal con Música vía Vaginal.[9]
- Premio a la Trayectoria Empresarial otorgado por Asodame durante su 30.º aniversario (2024).[10]